# Gracia Exquisita
Gracia Exquisita es un cortometraje experimental español de año sin especificar.
Realizado por varios artistas con edades comprendidas entre los 19 y 49 años y localizado íntegramente en el barrio de Gracia de Barcelona, donde cada cineasta tuvo que filmar inspirándose en el plano del anterior. Autor colectivo: los hijos de la locura y Jesús Ramos Huete. En los créditos tampoco aparece ningún patrocinador o centro cultural.
La pieza presenta diferentes miradas del barrio de Gracia de Barcelona, desde puntos de vista abstractos y narrativos lo que puede pasar en una casa en la más pura intimidad o en una pared. 
Está íntegramente rodada en  Súper ocho y dura sobre 18 minutos.

## Realizadores
Los realizadores fueron: Mar Ximenis, Denise Castro, Guillem Ventura, Mario Torrecillas, Agustín Villaronga, Joan Marimón Padrosa, Jordi Marcos, Armand Rovira, Elisabeth Prandi, Paco Utray, Oriol Sánchez, Guillem Riera, Joaquin Torres, Guillem Morales, Alvar Puig, Jesús Ramos.
"GRACIA EXQUISITA”. Es un trabajo audiovisual que siguió la línea marcada por los surrealistas del cadáver exquisito. Existen tres versiones: "GRACIA EXQUISITA” la comentada. "GRACIA RADICAL", pieza más documental y rodada  desde el punto de vista de un perro del barrio, ganadora del premio del público en el festival Docúpolis de Barcelona 2001 y "GRACIA NARRATIVA", unión de los cortos más narrativos, de 15 minutos de duración. Los tres se configuraron en LAS GRACIAS y  fueron programadas en el Teatro Apolo de Barcelona, sin el sonido original, y con música de DJ, especialmente para la ocasión  junto a imágenes de films  de Jean Luc Godard e Iván Zulueta en el festival de la claqueta sónica del 2001.
Historia del proceso: Jesús Ramos agrupa a múltiples amigos, aspirantes o cineastas para rodar uno después del otro, siguiendo unas normas estrictas como un decálogo que en el cortometraje aparece como Sexálogo y  como es previsible hubo bajas, ausencias y múltiples cortometrajes sin ningún interés. Lo primero que hizo Ramos fue descartar los cortos que ni se veían, o eran infumables, de uno de ellos se quedó con un solo plano y después de 9 meses de trabajo otorgó a las imágenes una poética propia. Muchos de los cortos, aunque fuesen los escogidos eran totalmente amateurs y otro de sus trabajos fue convertirlos en más profesionales introduciendo nuevas imágenes, extrayéndoles otras, cambiando el color, la velocidad y todas las posibilidades existentes. La acción transcurre entre un eclipse de luna llena que aconteció el verano del 2000 y que se filmó expresamente, para que subyaciera que en el transcurso de un eclipse puede pasar cualquier cosa. En sí, lo que pretendió es expresar una visión de ese barrio que se aburguesa cada vez y podrá llegar a destruirse como todos los barrios del mundo.  
El trabajo por su singularidad tuvo premios y se mostró por España y en el extranjero, consiguiendo la Mejor videocreación del festival de Majadahonda 2001. Fue emitido en el Canal 33 y en el programa Boing Boing Buddha de Barcelona Televisión, desaparecido en el año 2004. Incluso se expuso como una  Videoinstalación en la bienal Plastilirica del Puerto de Santa María (Cádiz) 2001. O en la fiesta conmemoración de las capitulaciones 2005 en Santa Fe (Granada) (...). En   Novisad (Servía), en el festival “Excit 05”. O en Roma en el Studio LIPOLI & LOPEZ en noviembre y diciembre del 2005.
- Datos: Q5883897